# Metastenasellus leysi
Metastenasellus leysi är en kräftdjursart som beskrevs av Guy Magniez 1986. Metastenasellus leysi ingår i släktet Metastenasellus och familjen Stenasellidae. Inga underarter finns listade i Catalogue of Life.